# Глория Дели
Glória Déli (Гло́рия Де́ли, урожденная Еле́на Никола́евна Тата́ринцева, род. 13 мая 1972) —  российская певица в стиле этно-электро-поп, актриса и продюсер.

## Биография
Родилась 13 мая 1972 года. Певица не сообщает практически никакой информации о своём происхождении и биографии.
По словам самой Глории Дели, на музыкальную карьеру её направили любовь к пению и прекрасный голос матери, которой она старалась подпевать в детстве, а также героини индийских кинофильмов. В прессе встречаются утверждения, что Глория Дели некоторое время проживала и работала на Ближнем Востоке, где и начала создавать песни. Появилась на российской сцене в конце 2008 года с композицией «Jágo», позже давшей название альбому. В 2009 году этот трек в течение нескольких месяцев находился на первом месте хит-парада радио «Classic», а его версия Lounge Mix поднималась на первую строку хит-парада радио «Jazz». В этом же году композиция «Narena» возглавила чарт международной радиостанции «Параллель плюс».
В рамках Года Индии в России выступала на фестивале Onam-2009 в Москве, спев дуэтом с Ушей Утхуп.
В 2009 году снялась в главной женской роли музыкальном телефильме «Сказки песка», сыграв таинственную деву Персию и исполнив саундтрек киноленты «Persia».
В 2010 году стала продюсером, открыв вместе с Олегом Казьминым собственный продюсерский центр «Gloria».

## Творчество
Исполняет песни на хинди, санскрите, английском, арабском и русском языках. Композиции Глории Дели охватывает такие жанры как этническая, электронная, танцевальная, и поп-музыка. На стыке этих направлений певица выработала собственный стиль jago sound.. Авторство практически всех текстов песен принадлежит самой исполнительнице. Творчество Глории Дели характеризуется как синтез традиционных восточных мелодий и современной европейской дэнс-музыки. Содержание песен посвящено любви, смыслу жизни, духовным ориентирам и личностному поиску. В нём отмечалось присутствие общечеловеческих и православных ценностей. Прессой подчёркивались вокальные данные певицы, её чистый и уникальный по своему звучанию голос.
Генеральным партнёром певицы являлась продюсерская группа «Монолит». Работала с исполнителями из России, Европы и Индии.

## Личная жизнь
Глория Дели заявляет о закрытости темы своей личной жизни, добавляя, что в её жизни есть любовь. Глория - многодетная мама. У неё трое детей- Амир (1995 г.р.), Елизавета (2003 г.р.) , Александр Файсал (2012 г.р.).
Певица утверждает, что с ней произошёл уникальный случай изменения резус-фактора с отрицательного на положительный, который был обнаружен во время её первой беременности.
С 24 февраля 2022 году выражает поддержку российского вторжения в Украину.

## Дискография
Глория Дели записала 8 альбомов:
| Альбом                   | Год  |
| ------------------------ | ---- |
| «Hi!»                    | 1998 |
| «Ты меня не ищи»         | 1999 |
| «С сердцем в такт»       | 2001 |
| «Это я!»                 | 2004 |
| «Возвращение на Родину…» | 2007 |
| «2 в 1» («Под 200»)      | 2008 |
| «Jago»                   | 2009 |
| «Не предавай любовь»     | 2017 |

## Видеография
В 2009 году снят клип на песню Jágo. Главный режиссёром выступил Денис Дубровский, вторым режиссёром — Лев Викторов. Видеоряд клипа с символическими образами.